# Caepolla
Bartholomée Cepolla, plus connu sous son nom latin Caepolla, est un juriste italien, né à Vérone en 1420, et mort à Padoue en 1475.

## Biographie
L'homme est désormais principalement connu pour son Traité des servitudes prédiales, tant urbaines que rustiques, première monographie juridique sur le sujet. L'ouvrage, édité initialement vers 1473-74 à Rome et Pérouse, a été diffusé en France par les imprimeurs lyonnais à partir du début du XVIe siècle. 

## Œuvres
- Tractatus de servitutibus tam urbanorum quam rusticorum praediorum
- Cautelae juris
- De interpretatione legis

Consilia criminalia, 1555
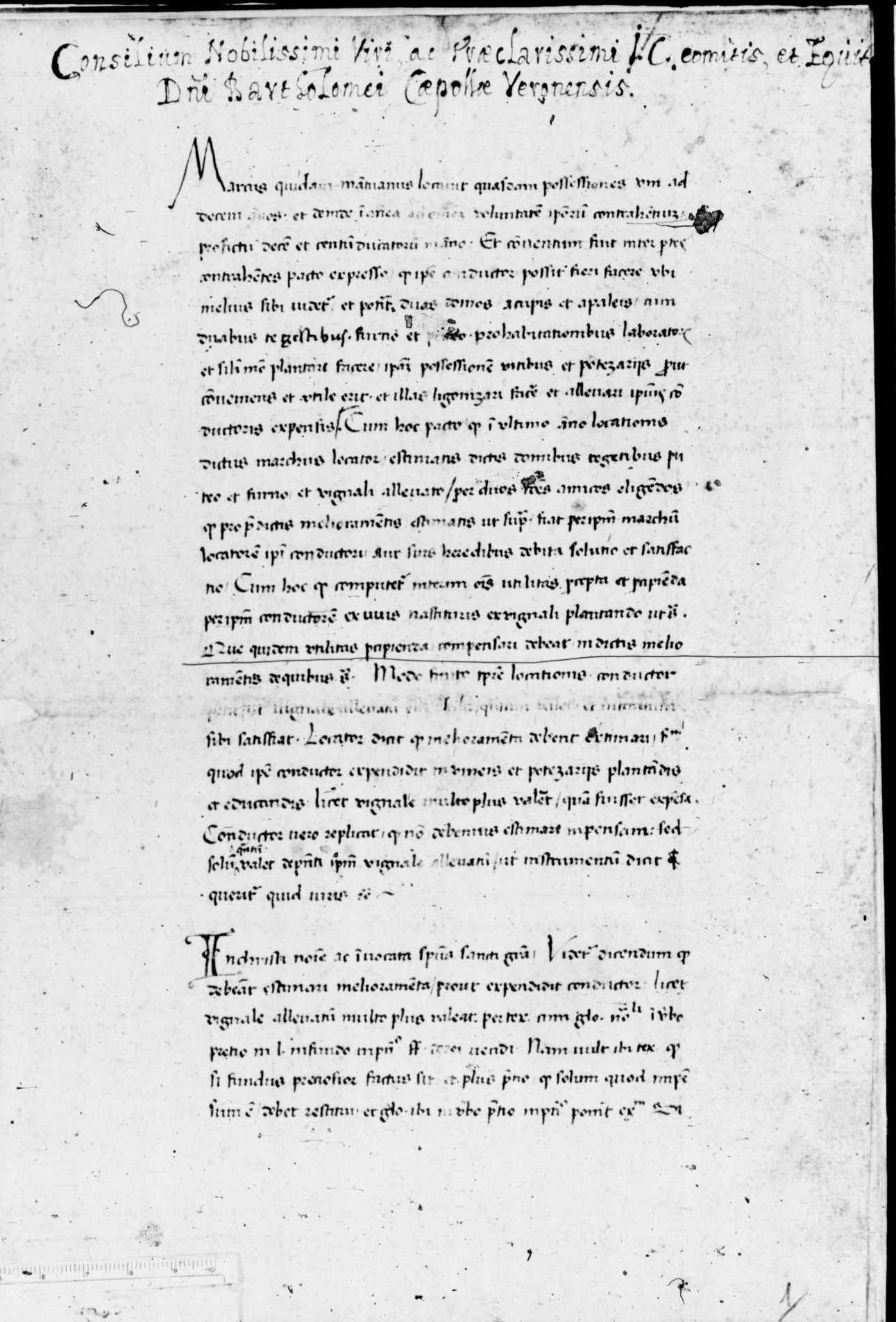
Consilium, manuscrit, 1472. Bibliothèque municipale de Vérone